# Laurent Keller
Laurent Keller, né le 28 février 1961 à Lausanne, est un biologiste suisse, myrmécologue et auteur. Il a été professeur à l'université de Lausanne de 1996 à 2023.

## Vie, études et carrière
Il a fait ses études en biologie à l'université de Lausanne (licence, master et doctorat), puis devient associé de recherche au laboratoire d'entomologie de l'université Paul-Sabatier à Toulouse, chercheur post-doctoral à l'université de Lausanne, associé de recherche post-doctoral au musée de zoologie de l'université Harvard, et encore associé de recherche post-doctoral à l'université de Lausanne.
Par la suite, il a été nommé professeur associé d'écologie à l'université de Lausanne en 1996, où il est devenu plus tard directeur de l'institut de l'écologie (1998), et a ensuite été promu professeur titulaire de l'écologie évolutive, poste qu'il occupe depuis. Entre 2000 et 2018, il est directeur du Département d'écologie et évolution. Depuis août 2013, et jusqu'en 2015, il est « président élu » de la société européenne de biologie évolutive.
Au début de 2023, il quitte l'université de Lausanne, et son départ s'effectue brutalement apparemment à la suite d'accusations de harcèlement sexuel qu'il conteste « absolument »,

## Recherche
Laurent Keller a contribué à l'étude de l'évolution de sociabilité chez les fourmis par des publications scientifiques dans des revues, des conférences et des séminaires, et des apparitions dans les médias (presse écrite, radio, télévision),.
Son groupe de recherche a pour objectif de « comprendre les principes qui régissent l'évolution des sociétés animales et les conséquences écologiques et évolutives de la vie sociale ». Ses intérêts sont très large et il a aussi fait des travaux avec des robots Les disciplines dans lesquelles les membres de son groupe de recherche sont actifs comprennent le comportement des animaux, l'écologie, la génétique évolutive et génomique.

## Contributions
Ses contributions incluent plus de 280 articles scientifiques dans des revues scientifiques, chapitres de livres dans les manuels scientifiques, et trois livres tels que :
- Laurent Keller et Elisabeth Gordon, Le Monde des Fourmis, Paris, Odile Jacob, 2006, 303 p. (ISBN 978-2-7381-8935-6, lire en ligne)
- (en) Laurent Keller, Levels of Selection in Evolution, Princeton, presse de l'Université de Princeton,, 1999, 318 p.
- (en) Laurent Keller, Queen Number and Sociality in Insects, Oxford, presse de l'Université d'Oxford, 1993, 439 p.

## Distinctions
Laurent Keller a été récompensé par le prix Marcel-Benoist 2015.